# Truth or Consequences
Truth or Consequences es una ciudad ubicada en el condado de Sierra en el estado estadounidense de Nuevo México. En el Censo de 2010 tenía una población de 6475 habitantes y una densidad poblacional de 90,27 personas por km².

## Toponimia
Originalmente llamada Hot Springs, la ciudad cambió su nombre a Truth or Consequences, el título de un popular programa de radio. En 1950 el locutor del concurso radiofónico Truth or Consequences, Ralph Edwards, anunció que emitiría el programa desde la primera ciudad que fuera renombrada como el show. Hot Springs ganó el premio. Edwards visitó la ciudad durante el primer fin de semana de mayo durante los siguientes 15 años. Este evento fue llamado la "Fiesta" e incluía un concurso de belleza, una cabalgata y el propio show radiofónico. La ciudad todavía celebra la Fiesta cada año el primer fin de semana de mayo.

## Geografía
Truth or Consequences se encuentra ubicada en las coordenadas 33°13′51″N 107°16′10″O / 33.23083, -107.26944. Según la Oficina del Censo de los Estados Unidos, Truth or Consequences tiene una superficie total de 71.73 km², de la cual 71.4 km² corresponden a tierra firme y (0.46%) 0.33 km² es agua.

## Demografía
Según el censo de 2010, había 6475 personas residiendo en Truth or Consequences. La densidad de población era de 90,27 hab./km². De los 6475 habitantes, Truth or Consequences estaba compuesto por el 85.73% blancos, el 0.63% eran afroamericanos, el 1.87% eran amerindios, el 0.49% eran asiáticos, el 0.03% eran isleños del Pacífico, el 7.58% eran de otras razas y el 3.66% pertenecían a dos o más razas. Del total de la población el 28.17% eran hispanos o latinos de cualquier raza.